# Citrullus lanatus
Citrullus lanatus, comúnmente llamada melón de agua, sandía, acendría,  sindria, patilla, es una especie de la familia Cucurbitaceae. Es originaria de África con una gran presencia y difusión en todo el mundo. Se cultiva de manera extendida por todo el mundo debido a su fruto, el cual es un pepónide de enorme tamaño (el récord entre las frutas fue una de 88,5 kg).

## Descripción
Es una planta herbácea de ciclo anual, trepadora o rastrera, de textura áspera, con tallos pilosos provistos de zarcillos y hojas de cinco lóbulos profundos. Las flores son amarillas, grandes y unisexuales, las femeninas tienen el gineceo con tres carpelos, y las masculinas con cinco estambres.
El fruto de la planta es grande (normalmente más de 4 kg), pepónide, carnoso y jugoso (más del 90% es agua), casi esférico, de textura lisa y sin porosidades, de color verde en dos o más tonos. La pulpa es de color rojo —por el antioxidante licopeno— y de carne de sabor generalmente dulce (más raramente amarilla y amarga).
Las numerosas semillas pueden llegar a medir 1 cm de longitud, son de color negro, marrón o blanco y ricas en vitamina E, se han utilizado en medicina popular y también se consumen tostadas como alimento.

## Taxonomía
Citrullus lanatus fue descrita por (Thunb.) Matsum. & Nakai y publicado en Catalogus Seminum et Sporarum in Horto Botanico Universitatis Imperialis Tokyoensis per annos 1915 et 1916 lectorums Imperialis Tokyoensis 30, no. 854. 1916.
Etimología
Citrullus: nombre genérico que es diminutivo latino de Citrus y que posee un olor y sabor similar.
lanatus: epíteto latino que significa "lanudo".
Sinonimia
- Anguria citrullus (L.) Mill.
- Citrullus aedulis Pangalo
- Citrullus amarus Schrad. ex Eckl. & Zeyh.
- Citrullus battich Forssk. nom. invalid.
- Citrullus caffer Schrad.
- Citrullus caffrorum Schrad.
- Citrullus edulis Spach
- Citrullus mucosospermus (Fursa) Fursa
- Citrullus pasteca Sageret
- Citrullus vulgaris Schrad. ex Eckl. & Zeyh.
- Colocynthis citrullus (L.) Kuntze
- Cucumis colocynthis Thunb. nom. illeg.
- Cucumis dissectus Decne.
- Cucurbita anguria Duch. ex Lam. nom. illeg.
- Cucurbita citrullus L.
- Momordica lanata Thunb.
- Citrullus anguria (Duchesne) H.Hara
- Citrullus aquosus Schur
- Citrullus chodospermus Falc. & Dunal
- Citrullus citrullus H.Karst.
- Citrullus citrullus Small
- Colocynthis amarissima Schrad.
- Colocynthis amarissima Schltdl.
- Cucumis amarissimus Schrad.
- Cucumis citrullus (L.) Ser.
- Cucumis edulis Steud.
- Cucumis laciniosus Eckl. ex Steud.
- Cucumis laciniosus Eckl. ex Schrad.
- Cucumis vulgaris (Schrad.) E.H.L.Krause
- Cucurbita caffra Eckl. & Zeyh.
- Cucurbita gigantea Salisb.
- Cucurbita pinnatifida Schrank[6]

## Historia

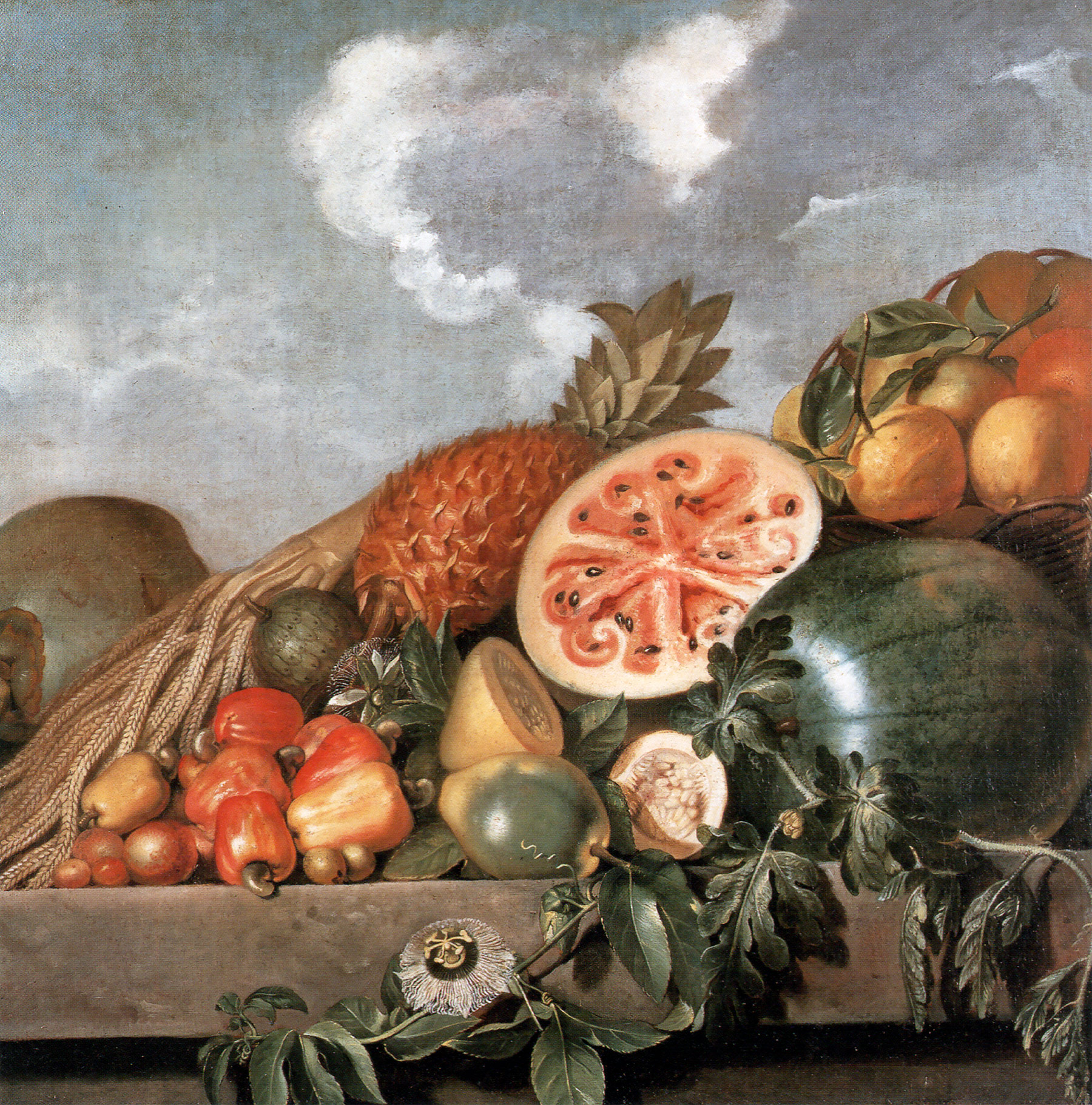
Bodegón con sandías, piña y otras frutas de Albert Eckhout, pintor neerlandés activo en el Brasil del siglo XVII

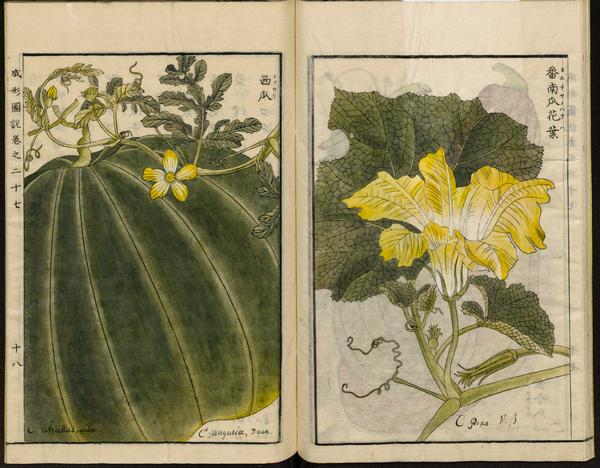
Ilustración de la enciclopedia agrícola japonesa Seikei Zusetsu (1804)

Las sandías se cultivaban originalmente por su alto contenido en agua y se almacenaban para consumirlas durante las estaciones secas, no sólo como fuente de alimento, sino como método de almacenamiento de agua. En la región del Mar Muerto se encontraron semillas de sandía en los antiguos asentamientos de Bab edh-Dhra y Tel Arad.
En Uan Muhuggiag, un yacimiento arqueológico prehistórico situado en el suroeste de Libia, se descubrieron muchas semillas de sandía silvestre (C. lanatus) de cinco mil años de antigüedad. Este descubrimiento arqueobotánico puede apoyar la posibilidad de que la planta estuviera más ampliamente distribuida en el pasado.
En el siglo VII, las sandías ya se cultivaban en la India, y en el siglo X habían llegado a China. Los árabes introdujeron la fruta en la península ibérica, y hay pruebas de que se cultivaba en Córdoba en 961 y también en Sevilla en 1158. Se extendió hacia el norte por el sur de Europa, tal vez limitado en su avance por unas temperaturas estivales insuficientes para obtener buenos rendimientos. La fruta empezó a aparecer en los herbarios europeos en 1600, y se plantó ampliamente en Europa en el siglo XVII como cultivo menor de jardín.
Las primeras sandías no eran dulces, sino amargas, con la pulpa de color blanco amarillento y difíciles de abrir. Posteriormente, gracias a la selección, las sandías tenían mejor sabor y eran más fáciles de abrir.
Los colonos europeos y los esclavos africanos introdujeron la sandía en el Nuevo Mundo. Los colonos españoles ya la cultivaban en Florida en 1576. En 1629 ya se cultivaba en Massachusetts y en 1650 en Perú, Brasil y Panamá. Por la misma época, los nativos americanos la cultivaban en el valle del Misisipi y en Florida. Las sandías fueron rápidamente aceptadas en Hawái y otras islas del Pacífico cuando las introdujeron exploradores como el capitán James Cook. En los Estados Unidos de la época de la Guerra de Secesión, las sandías eran cultivadas habitualmente por negros libres y se convirtieron en un símbolo de la abolición de la esclavitud. Tras la guerra, los negros fueron difamados por su asociación con la sandía. El sentimiento evolucionó hacia un estereotipo racista según el cual los negros compartían un supuesto apetito voraz por la sandía, una fruta que durante mucho tiempo en Estados Unidos se relacionó con la pereza y la suciedad.
Las sandías sin pepitas fueron desarrolladas inicialmente en 1939 por científicos japoneses que fueron capaces de crear híbridos triploides sin pepitas que permanecieron raros inicialmente porque no tenían suficiente resistencia a las enfermedades. Las sandías sin pepitas se hicieron más populares en el siglo XXI, llegando a casi el 85% de las ventas totales de sandías en Estados Unidos en 2014.

## Importancia económica y cultural

### Propiedades nutricionales
El fruto contiene alrededor de 6% de azúcares y 90% de agua por peso. Es una buena fuente de vitamina C, como muchos otros frutos. 
El aminoácido citrulina fue extraído y analizado por primera vez del fruto de Citrullus lanatus. La fruta de Citrullus lanatus contienen una cantidad significativa de citrulina y después de consumir de varios kilogramos, se ha medido una concentración elevada en el plasma sanguíneo. Esto podría ser confundido con citrulinemia u otros desórdenes del ciclo de la urea. Las cortezas del fruto, usualmente verdes o blancas, también son comestibles y a veces son consumidas como verdura. El fruto es ligeramente diurético y contiene carotenoides en grandes cantidades. La variedad con pulpa roja es una fuente significativa de licopeno, proporciona 4,532 µg por 100 g.

### Usos en la medicina tradicional
En diferentes partes de México y según su medicina tradicional empírica, la fruta de Citrullus lanatus posee una serie de propiedades que la hacen apta para ser usada como medicina. En Puebla, se recomienda para tratar el paludismo, y en Sonora para el reumatismo, estreñimiento, afecciones renales, gota y trastornos de las vías urinarias.
En Michoacán, para sanar las quemaduras, se emplea el fruto en rebanadas aplicado de manera externa, y en Oaxaca se utiliza en el tratamiento del sarampión. Sin embargo, no hay pruebas científicas de que la sandía  cure dichos padecimientos y la mejoría en las personas podría atribuirse más bien a los cuidados generales y la evolución natural de la enfermedad. En el siglo XX, el Instituto Médico Nacional de México la reporta como antiblenorrágica y diurética. Maximino Martínez la señala para las afecciones renales y como antipalúdico.[cita requerida]

### Farmacología
En las semillas se ha detectado el terpenoide cucurbitacina.

### Simbología
Este fruto se ha convertido en un ícono nacional en México debido a que posee en orden los tres colores de la bandera de México. Inclusive existe la creencia de que para el diseño de la bandera de México, Guerrero e Iturbide se inspiraron en los colores de la rebanada de una sandía. También significó un objeto de inspiración para pintores del país como: Frida Kahlo, Diego Rivera y Rufino Tamayo.

## Cultivo
Florecen durante el verano y maduran cuarenta días después de su floración. En España fue introducida por los árabes; actualmente se cultiva por toda la península, principalmente en Andalucía y en el este. La etimología de su nombre refleja dicho origen, ya que sandía proviene del árabe hispánico sandiyya. En árabe clásico es sindiyyah, de Sind, región de Pakistán, de  donde proviene el nombre.
Aproximadamente un 95% de la sandía se cultiva injertada sobre un patrón de calabaza híbrida (C. Máxima × C. Moschata), totalmente afín con la sandía. El híbrido fue introducido en Almería en 1980. Se originan problemas cuando existen diferencias de 20-30 °C de temperatura entre el día y la noche, aunque con las sandías injertadas aumenta la resistencia tanto al frío como al calor.

### Producción mundial
| Principales productores de sandía (2018) (toneladas) | Principales productores de sandía (2018) (toneladas) |
| ---------------------------------------------------- | ---------------------------------------------------- |
| China                                                | 62.803.768                                           |
| Irán                                                 | 4.113.711                                            |
| Turquía                                              | 4.031.174                                            |
| India                                                | 2.520.000                                            |
| Brasil                                               | 2.240.796                                            |
| Argelia                                              | 2.095.757                                            |
| Rusia                                                | 1.969.954                                            |
| Uzbekistán                                           | 1.836.959                                            |
| Estados Unidos                                       | 1.771.051                                            |
| Egipto                                               | 1.483.255                                            |
| México                                               | 1.472.459                                            |
| Kazajistán                                           | 1.248.613                                            |
| Vietnam                                              | 1.200.104                                            |
| España                                               | 1.092.401                                            |

## Nombre común

Nombres comunes en el castellano para la fruta

- Es conocida como «melón» (en Cuba y Puerto Rico), o «melón de agua» en muchas regiones españolas como Castilla-La Mancha y la Región de Murcia, o «meló d'Alger» en Valencia. Es conocida la adivinanza de «verde por fuera, rojo por dentro, pepitas negras, melón de agua...». En efecto, de aquí deriva su nombre en inglés watermelon.
- En República Dominicana, Chile, Argentina, México y Uruguay se le conoce con el básico nombre de «sandía».
- En Brasil se conoce con el nombre de «melancia».
- En Filipinas se conoce con el nombre de «sandía», aunque hay una minoría que la conoce con el nombre «melón de agua».[27]
- En Venezuela y en el Caribe Colombiano se conoce con el nombre de «patilla».
- Castellano: «albatheca», «albudeca», «albudega», «anguria», «badea», «badea de agua», «badea de algunos», «balancia», «bateca», «batheca», «melón de agua», «sandía, «sandia», «zandía», «zandia», «azendía».[28]
- Cidra cayote (raro)[1]
- Anguria[29]